# Омепразол
Омепразол (лат. Omeprazolum, англ. Omeprazole) — синтетичний препарат, що є похідним бензімідазолу та належить до групи інгібіторів протонної помпи, для перорального та парентерального застосування. Омепразол використовується при лікуванні диспепсії, пептичної виразки, гастроезофагеальної рефлюксної хвороби і синдрому Золлінгера — Еллісона. Препарат був розроблений у 1979 році у Швеції компанією «AstraZeneca» під назвою Лосек (Losec) і Прилосек (Prilosec), та зараз продається багатьма виробниками під різними назвами. Омепразол є одним з найпоширеніших ліків, що прописується у всьому світі та знаходиться у вільному продажу в деяких країнах.
Омепразол входить до переліку найнеобхідніших ліків Всесвітньої Організації Охорони Здоров'я.

## Фармакологічні властивості
Омепразол — синтетичний препарат, що є похідним бензімідазолу та належить до групи інгібіторів протонної помпи. Механізм дії препарату полягає в інгібуванні ферменту парієтальних клітин шлунку H+/K+ АТФази (який також називають протонною помпою), що призводить до блокування перенесення іонів водню із парієтальних клітин у порожнину шлунку та гальмування кінцевого етапу секреції соляної кислоти. Після введення в організм омепразол накопичується в каналах обкладених клітин шлунку, саме у просвіт яких заходять частини молекул протонної помпи, де виключно і відбувається взаємодія препарату із ферментом H+/K+ АТФазою виключно парієтальних клітин шлунку. Омепразол має найвищу ефективність при показнику pH шлункового соку близько 4. Омепразол пригнічує секрецію соляної кислоти парієтальними клітинами слизової оболонки шлунку; у тому числі як спонтанну (базальну), так і стимульовану гістаміном, гастрином та ацетилхоліном. Оскільки застосування омепразолу знижує рівень кислотності шлунку, то це призводить до стимуляції вироблення гастрину. Омепразол має власну активність проти Helicobacter pylori і використовується у схемах ерадикації цього мікроорганізму. Омепразол має середній серед усіх блокаторів протонної помпи час зв'язування із протонною помпою — 30 годин, що менше, ніж у пантопразолу (46 годин), більше, ніж у лансопразолу (становить лише 15 годин), та рівний такому показнику у рабепразола. Омепразол у найбільшому ступені серед інгібіторів протонної помпи взаємодіє із системою цитохрому Р-450, що призводить до збільшення його взаємодії з іншими лікарськими препаратами (зокрема, клопідогрелем, циклоспорином та метотрексатом) та деяке зниження ефективності застосування препарату в порівнянні з іншими блокаторами протонної помпи. При застосуванні омепразолу в дозі 00 мг/добу протягом 2—4 тижнів спостерігається заживлення виразки дванадцятипалої кишки у більшості хворих, при застосуванні протягом 4—8 тижнів аналогічної дози препарату при виразці шлунку також спостерігається заживлення виразки у більшості хворих. Висока ефективність омепразолу спостерігається при застосуванні даного препарату і при гастроезофагеальній рефлюксній хворобі, а також при синдромі Золлінгера — Еллісона. При тривалому застосуванні омепразолу (понад 3 роки) спостерігається збільшення кількості хромафінних клітин у слизовій оболонці шлунку, що пов'язано із підвищеним виробленням гастрину на фоні тривалого застосування препарату, а також у разі тривалого застосування омепразолу підвищується ризик виникнення карциноїду шлунку. У 2010 році FDA випустило бюлетень із попередженням про підвищений ризик переломів стегна, зап'ястя та хребта при тривалому (більше ніж 1 рік) або при застосуванні у високих дозах препаратів із групи блокаторів протонної помпи (у тому числі омепразолу, а також езомепразолу, пантопразолу, лансопразолу, рабепразолу та декслансопразолу).

### Фармакокінетика
Омепразол швидко та повністю всмоктується при прийманні всередину, біодоступність препарату при пероральному застосуванні складає 35 % при першому прийомі, та до 60—65 % при повторному застосуванні. Максимальна концентрація омепразолу в крові досягається протягом 0,5—3,5 години. Омепразол майже повністю (на 90—95 %) зв'язується з білками плазми крові. Омепразол всмоктується у слизовій оболонці тонкої кишки, та накопичується у парієтальних клітинах шлунку. Після всмоктування омепразол перетворюється в активну форму — сульфенамід, та незворотно зв'язується із молекулою цистеїну протонної помпи. У інших тканинах омепразол не створює високих концентрацій, погано проходить через гематоенцефалічний бар'єр, може проходити через плацентарний бар'єр та виділятися у грудне молоко. Метаболізується омепразол у печінці з утворенням трьох неактивних та малоактивних метаболітів. Виводиться препарат із організму переважно із сечею (у середньому 77 %), частково із калом (20 %). Період напіввиведення препарату становить 0,5—1,5 години, при печінковій недостатності та нирковій недостатності цей час може зростати.

## Показання до застосування
Езомепразол застосовується при виразковій хворобі шлунку та дванадцятипалої кишки, синдромі Золлінгера-Еллісона, гастроезофагеальній рефлюксній хворобі та рефлюкс-езофагіті, хронічному гастриті, шлунково-кишкових кровотечах, у схемах ерадикації Helicobacter pylori, для профілактики та лікування медикаментозних уражень шлунку та дванадцятипалої кишки, спричинених нестероїдними протизапальними препаратами.

## Побічна дія
При проведенні спостережень виявлено, що при застосуванні омепразолу побічні ефекти спостерігаються нечасто, та не мають серйозних клінічних наслідків. При застосуванні препарату можуть спостерігатися наступні побічні ефекти:
- Алергічні реакції та з боку шкірних покривів — нечасто висипання на шкірі, свербіж шкіри, кропив'янка, гіпергідроз; рідко (0,01—0,1 %) фотодерматоз, алопеція, бронхоспазм, набряк Квінке, гарячка, анафілактичний шок; дуже рідко (менш як 0,01 %) синдром Стівенса-Джонсона, синдром Лаєлла.
- З боку травної системи — нечасто (0,1—1 %) сухість у роті; рідко стоматит, кандидоз кишківника, гепатит, жовтяниця; дуже рідко печінкова недостатність.
- З боку нервової системи — нечасто безсоння або сонливість, запаморочення, парестезії; рідко збудження, депресія, сплутаність свідомості, порушення смаку; дуже рідко галюцинації, агресія.
- З боку сечостатевої системи — дуже рідко інтерстиційний нефрит, гінекомастія.
- Зміни в лабораторних аналізах — рідко спостерігаються лейкопенія, тромбоцитопенія, агранулоцитоз, панцитопенія, підвищення активності амінотрансфераз в крові, гіпонатріємія, гіпомагніємія.

## Протипоказання
Омепразол протипоказаний при підвищеній чутливості до препарату, порушеннях функції печінки, вагітності та годуванні грудьми.

## Форми випуску
Омепразол випускається у вигляді таблеток та капсул по 0,01; 0,02 та 0,04 г і ліофілізату для ін'єкцій у флаконах по 0,04 г. Сучасною формою випуску препарату є желатинові капсули із мікрогранулами омепразолу (пелетами), які випускаються також по 10 та 20 мг препарату в капсулі. Омепразол випускається у вигляді нефіксованої комбінації з кларитроміцином та тинідазолом під торговою назвою «Пілобакт», з кларитроміцином та амоксициліном під торговими назвами «Пілобакт АМ» та «Пілобакт Нео». Омепразол випускається також у комбінації з домперидоном.